# Kichha
Kichha è una suddivisione dell'India, classificata come municipal board, di 30.517 abitanti, situata nel distretto di Udham Singh Nagar, nello stato federato dell'Uttarakhand. In base al numero di abitanti la città rientra nella classe III (da 20.000 a 49.999 persone).

## Geografia fisica
La città è situata a 28° 55' 0 N e 79° 30' 0 E e ha un'altitudine di 192 m s.l.m..

## Società

### Evoluzione demografica
Al censimento del 2001 la popolazione di Kichha assommava a 30.517 persone, delle quali 16.223 maschi e 14.294 femmine. I bambini di età inferiore o uguale ai sei anni assommavano a 5.298, dei quali 2.820 maschi e 2.478 femmine. Infine, coloro che erano in grado di saper almeno leggere e scrivere erano 17.160, dei quali 10.146 maschi e 7.014 femmine.